# Emilie Ågheim Kalkenberg
Emilie Ågheim Kalkenberg, née le 6 juillet 1997 à Mo i Rana, est une biathlète norvégienne.

## Carrière
Kalkenberg fait ses débuts internationaux aux Championnats du monde jeunesse en 2016, remportant la médaille d'argent sur le sprint et celle de bronze sur le relais.
Elle est médaillée de bronze en relais mixte aux Championnats d'Europe 2018, peu après sa première épreuve disputée en Coupe du monde à Oberhof. En décembre de la même année, elle inscrit ses premiers points en Coupe du monde sur le sprint d'Hochfilzen avec une 37e place. Plus tard dans l'hiver, elle termine 21e de l'individuel court de Canmore avant de se classer deuxième du relais pour monter sur son premier podium à ce niveau.
En 2021, elle est sacrée championne d'Europe de relais mixte à Duszniki Zdroj en compagnie d'Asne Skrede, Erlend Bjoentegaard et Sivert Guttorm Bakken. Elle remporte sa première victoire en IBU Cup à Obertilliach en mars 2021 et termine la saison 2020-2021 à la 3e du classement général de l'IBU Cup. Elle fait son retour en coupe du monde pour la dernière étape à Östersund, sur laquelle elle signe une 21e place sur le sprint. Sur la poursuite, Kalkenberg signe son meilleur résultat individuel en coupe du monde, dans des conditions très difficiles, avec une 5e place grâce à un beau 18/20, qui est le meilleur tir de la course. Cette belle performance lui permet également de se placer dans les cinq meilleures de la semaine et de se qualifier pour sa première mass start de sa carrière en coupe du monde sur laquelle elle terminera 10e.
Elle commence la saison 2021-2022 avec une 7e position sur l'individuel d'Östersund. Cette bonne performance, entre autres, lui permet d'être sectionnée en tant que première remplaçante pour les jeux olympiques de Pékin. Plus régulière sur le format de l'individuel, elle remplace Ida Lien et termine 38e de sa première course olympique. Malgré l'absence d'Ingrid Tandrevold pour des raisons médicales, elle ne participera pas à d'autre courses lors de ces jeux olympiques puisque Karoline Knotten lui a été préférée.

## Palmarès

### Jeux olympiques
| Édition / Épreuve | Individuel | Sprint | Poursuite | Mass start | Relais | Relais mixte |
| ----------------- | ---------- | ------ | --------- | ---------- | ------ | ------------ |
| Pékin 2022        | 38e        | —      | —         | —          | —      | —            |

Légende :
- — : non disputée par Kalkenberg

### Coupe du monde
- Meilleur classement général : 47e en 2021.
- Meilleure performance individuelle : 5e.
- 1 podium en relais : 1 deuxième place.

 Dernière mise à jour le 21 mars 2021

#### Résultats détaillés en Coupe du Monde
| Saison    | 1      | 2      | 3      | 4      | 5      | 6      | 7      | 8    | 9      | 10     | 11     | 12  | 13  | 14     | 15  | 16     | 17      | 18     | 19     | 20     | 21     | 22      | 23      | 24      | 25    | 26     | 27 | Courses | Points | Classement |
| --------- | ------ | ------ | ------ | ------ | ------ | ------ | ------ | ---- | ------ | ------ | ------ | --- | --- | ------ | --- | ------ | ------- | ------ | ------ | ------ | ------ | ------- | ------- | ------- | ----- | ------ | -- | ------- | ------ | ---------- |
| 2017-2018 | OST    | OST    | OST    | HOC    | HOC    | LGB    | LGB    | LGB  | OBE    | OBE    | RUH    | RUH | ANT | ANT    | ANT | PYE    | PYE     | PYE    | PYE    | KON    | KON    | OSL     | OSL     | TIO     | TIO   | TIO    |    | 1/22    | 0      | nc         |
| 2017-2018 | IN     | SP     | PU     | SP     | PU     | SP     | PU     | MS   | SP 69e | PU     | IN     | MS  | SP  | PU     | MS  | SP     | PU      | IN     | MS     | SP     | MS     | SP      | PU      | SP      | PU    | MS     |    | 1/22    | 0      | nc         |
| 2018-2019 | POK    | POK    | POK    | HOC    | HOC    | N.M.   | N.M.   | N.M. | OBE    | OBE    | RUH    | RUH | ANT | ANT    | ANT | CAN    | CAN     | S.H.   | S.H.   | OST    | OST    | OST     | OST     | OSL     | OSL   | OSL    |    | 11/25   | 34     | 79e        |
| 2018-2019 | IN 84e | SP 52e | PU 48e | SP 37e | PU DNS | SP 43e | PU 32e | MS   | SP 61e | PU     | SP 52e | MS  | SP  | PU     | MS  | SI 20e | SP Ann. | SP 60e | PU     | SP     | PU     | IN      | MS      | SP 98e  | PU    | MS     |    | 11/25   | 34     | 79e        |
| 2019-2020 | OST    | OST    | HOC    | HOC    | LGB    | LGB    | LGB    | OBE  | OBE    | RUH    | RUH    | POK | POK | ANT    | ANT | ANT    | ANT     | N.M.   | N.M.   | KON    | KON    | OSL     | OSL     | OSL     |       |        |    | 4/21    | 41     | 68e        |
| 2019-2020 | SP 63e | IN 71e | SP     | PU     | SP     | PU     | MS     | SP   | MS     | SP     | PU     | IN  | MS  | SP     | PU  | IN     | MS      | SP     | MS     | SP 26e | PU 15e | SP Ann. | PU Ann. | MS Ann. |       |        |    | 4/21    | 41     | 68e        |
| 2020-2021 | KON    | KON    | KON    | KON    | HOC    | HOC    | HOC    | HOC  | HOC    | OBE    | OBE    | OBE | OBE | ANT    | ANT | POK    | POK     | POK    | POK    | N.M.   | N.M.   | N.M.    | N.M.    | OST     | OST   | OST    |    | 10/26   | 131    | 47e        |
| 2020-2021 | IN 59e | SP 14e | SP 30e | PU 39e | SP 55e | PU 56e | SP 69e | PU   | MS     | SP     | PU     | SP  | MS  | IN     | MS  | SP     | PU      | IN     | MS     | SP     | PU     | SP      | PU      | SP 21e  | PU 5e | MS 10e |    | 10/26   | 131    | 47e        |
| 2021-2022 | OST    | OST    | OST    | OST    | HOC    | HOC    | LGB    | LGB  | LGB    | OBE    | OBE    | RUH | RUH | ANT    | ANT | PEK    | PEK     | PEK    | PEK    | KON    | KON    | OTE     | OTE     | OSL     | OSL   | OSL    |    | 13/26   | 81     | 50e        |
| 2021-2022 | IN 7e  | SP 95e | SP 31e | PU 21e | SP 41e | PU 47e | SP     | PU   | MS     | SP 62e | PU     | SP  | PU  | IN 53e | MS  | IN 38e | SP      | PU     | MS     | SP 43e | PU 48e | SP 26e  | MS      | SP 63e  | PU    | MS     |    | 13/26   | 81     | 50e        |
| 2022-2023 |        |        |        |        |        |        |        |      |        |        |        |     |     |        | .   | .      | .       | .      |        |        |        |         |         |         |       |        |    |         | 63     | 54e        |
| 2022-2023 | IN 49e | SP 15e | PU 18e | SP 28e | PU 41e | SP 40e | PU 49e | MS   | SP     | PU     | IN     | MS  | SP  | PU     | SP  | PU     | IN      | MS     | SP     | PU     | IN     | MS      | SP      | PU      | MS    |        |    |         | 63     | 54e        |
| 2023-2024 |        |        |        |        |        |        |        |      |        |        |        |     |     |        | .   | .      | .       | .      |        |        |        |         |         |         |       |        |    |         | 19     | 79e        |
| 2023-2024 | IN     | SP     | PU     | SP 37e | PU 47e | SP 35e | PU 32e | MS   | SP     | PU     | SP     | PU  | SI  | MS     | SP  | PU     | IN      | MS     | IN 49e | MS     | SP 52e | PU 52e  | SP 61e  | PU      | MS    |        |    |         | 19     | 79e        |
| 2024-2025 |        |        |        |        |        |        |        |      |        |        |        |     |     |        | .   | .      | .       | .      |        |        |        |         |         |         |       |        |    |         |        |            |
| 2024-2025 | SI 47e | SP 49e | MS     | SP 76e | PU     | SP 26e | PU 42e | MS   | SP     | PU     | IN     | MS  | SP  | PU     | SP  | PU     | IN      | MS     | SP     | PU     | IN     | MS      | SP      | PU      | MS    |        |    |         |        |            |

#### Classements annuels
| Saison    | Individuel | Individuel | Sprint | Sprint   | Poursuite | Poursuite | Mass start | Mass start | Général | Général  |
| Saison    | Points     | Position   | Points | Position | Points    | Position  | Points     | Position   | Points  | Position |
| --------- | ---------- | ---------- | ------ | -------- | --------- | --------- | ---------- | ---------- | ------- | -------- |
| 2017-2018 |            |            | 0      | nc       |           |           |            |            | 0       | nc       |
| 2018-2019 | 21         | 44e        | 4      | 89e      | 9         | 79e       |            |            | 34      | 79e      |
| 2019-2020 | 0          | nc         | 15     | 69e      | 26        | 49e       |            |            | 41      | 68e      |
| 2020-2021 | 0          | nc         | 58     | 50e      | 42        | 47e       | 31         | 32e        | 131     | 47e      |
| 2021-2022 | 36         | 16e        | 25     | 62e      | 20        | 57e       |            |            | 81      | 50e      |
| 2022-2023 | 0          | nc         | 40     | 48e      | 23        | 50e       |            |            | 63      | 54e      |
| 2023-2024 | 0          | nc         | 10     | 73e      | 9         | 68e       |            |            | 19      | 79e      |

### Championnats d'Europe
- Médaille d'or du relais mixte en 2021.
- Médaille d'argent de la poursuite en 2024.
- Médaille d'argent du relais mixte simple en 2024.
- Médaille de bronze du relais mixte en 2018.

### Championnats du monde junior
- Médaille d'argent du relais en 2018.

### Championnats du monde jeunesse
- Médaille d'argent du sprint en 2016.
- Médaille de bronze du relais en 2016.

### IBU Cup
• 7 podiums individuels dont 4 victoires
 à jour au 1er février 2024 

#### Podiums individuels
| Podiums individuels en IBU Cup | Podiums individuels en IBU Cup | Podiums individuels en IBU Cup | Podiums individuels en IBU Cup | Podiums individuels en IBU Cup | Podiums individuels en IBU Cup |
| n°                             | Saison                         | Date                           | Lieu                           | Épreuve                        | Résultat                       |
| ------------------------------ | ------------------------------ | ------------------------------ | ------------------------------ | ------------------------------ | ------------------------------ |
| 1                              | 2020-2021                      | 12-03-2021                     | Obertilliach                   | Sprint 7,5 km                  | Médaille d'or                  |
| 2                              | 2022-2023                      | 26-02-2023                     | Canmore                        | Super Sprint                   | Médaille d'or                  |
| 3                              | 2022-2023                      | 01-03-2023                     | Canmore                        | Sprint 7,5 km                  | Médaille d'or                  |
| 4                              | 2022-2023                      | 03-03-2023                     | Canmore                        | Poursuite 10 km                | Médaille d'argent              |
| 5                              | 2023-2024                      | 02-12-2023                     | Kontiolahti                    | Sprint 7,5 km                  | Médaille d'or                  |
| 6                              | 2023-2024                      | 27-01-2024                     | Brezno-Osrblie (Ch Europe)     | Poursuite 10 km                | Médaille d'argent, Europe      |
| 7                              | 2023-2024                      | 01-02-2024                     | Arber                          | Sprint 7,5 km                  | Médaille d'argent              |